# Jurinea pulchella
Jurinea pulchella là một loài thực vật có hoa trong họ Cúc. Loài này được (Fisch. ex Hornem.) DC. mô tả khoa học đầu tiên năm 1838.